# Herbert Kutscha
Herbert Kutscha (Ratibor, 1917. április 24. – Kempten, 2003. december 20.) német katona. A porosz katona 1942. szeptember 24-én kapta meg a Vaskereszt Lovagkeresztjét a második világháborúban teljesített szolgálataiért. Azon kevés Luftwaffe-pilóta egyike, akik végigszolgálták a háborút. Több, mint 900 küldetés alatt 47 légi győzelmet aratott.